# Rogačić (Badija)
Rogačić je nenaseljeni hrvatski jadranski otočić. Pripada Korčulanskom otočju, u Pelješkom kanalu, a nalazi se oko 0,3 km istočno od otočića Badije. Njegova površina iznosi 0,014 km². Dužina obalne crte iznosi 0,44 km., a otok se iz mora izdiže 12 metara.

## Vanjske poveznice
|  | Zajednički poslužitelj ima još gradiva o temi Rogačić (Badija) |